# 瘋狂賽車 II
瘋狂賽車 II（Crazykart 2）是由盛大網路推出的一款多人連線賽車遊戲。匯創紀於2007年奪得遊戲的港澳獨家代理商。

## 香港版
盛大瘋狂賽車之激鬥賽車由匯創紀(香港)有限公司，Centurysoft International Limited代理，於2007年6月18日正式封測，同年7月3日晚上開放香港伺服器，進行公測。多款遊戲賽道﹑道具或競速的選擇，以及其電視廣告宣傳都是吸引玩家的原因。另外，其遊戲系統要求較低電腦設備，有利一些電腦硬件比較不足的玩家。在遊戲中，玩家能夠參與競速賽事，利用漂移技術跑贏對手；也可以在道具賽事中使用道具攻擊對手，從而突破紀錄，獲取勝利。
後來在2007年11月29日，盛大瘋狂賽車之激鬥賽車發佈 《下一站香港》版本，並將名稱改為盛大瘋狂賽車之下一站香港。

## 外部連結
- 瘋狂賽車Ⅱ中國大陆官方網站
- 瘋狂賽車Online 港澳官方網站 （页面存档备份，存于）